# Sherwood Anderson
Sherwood Anderson (n. 13 septembrie 1876, Camden⁠(d), Comitatul Preble, Ohio, SUA – d. 8 martie 1941, Colón City⁠(d), Panama) a fost prozator american. Scrierile sale dezvăluie tarele unei societăți tehnocrate, mentalitățile sterile și mediul represiv al marilor orașe.
Nu și-a încheiat educația școlară. După căsătorie și-a părăsit brusc familia și s-a mutat în Chicago.

## Opera
- 1916: Fiul lui Windy McPherson ("Windy McPherson's Son");
- 1917: Oameni în marș ("Marching Men");
- 1919: Winesburg, Ohio ("Winesburg, Ohio");
- 1920: Alb sărac ("Poor White");
- 1921: Triumful oului ("Triumph of the Egg");
- 1925: Râs amar ("Dark Laughter").

## Legături externe
- en  Biografie la Gradesaver.com
- en  Biografie la Oncampus.Richmond.edu
- en  Scrierile sale la Project Gutenberg
- en  Opera sa; comentariu